# ناصر جبران
ناصر سلطان عبد الرحمن جبران السويدي (1953 - 3 نوفمبر 2017) شاعر وكاتب قصصي إماراتي. ولد في عجمان. حصل على درجة الليسانس في العلوم البريدية. عمل في الهيئة العامة للبريد مفتشًا عامًا. كان عضوًا مؤسسًا لعدّة هيئات ثقافية وعلمية في دولة الإمارات. له عدة دواوين شعرية ومجموعات قصصية ومقالات. 

## سيرته
ولد ناصر بن سلطان بن عبد الرحمن بن جبران السويدي سنة 1373 هـ/ 1953 م في عجمان ونشأ بها وودرس في مدارسها. حصل على درجة الليسانس في العلوم البريدية. عمل مفتشًا عامًا للهيئة العامة للبريد بالإمارات. كان عضوًا مؤسسًا لاتحاد الكتاب والأدباء بالإمارات، وعضو مجلس إدارة الاتحاد، وأمين سرّه لعدة دورات حتى 1992 وعضو مجلس إدارة اتحاد الشطرنج لعدة دورات،  ونائب الأمين العام وعضو مجلس الأمناء لمؤسسة سلطان العويس الثقافية. 

توفي في عصر الجمعة 3 نوفمبر 2017/ 14 صفر 1439 في الشارقة. 

## جوائزة
- حصل على درع اتحاد كتاب وأدباء الإمارات بمناسبة مرور عشر سنوات على تأسيسه عام 1994.[9]
- 2019 أُطلق اسمه على مهرجان «ناصر جبران» الشعري تقديراً لدوره الكبير ومسيرته الإبداعية محلياً وعربياً. [10]

## مؤلفاته
من دواوينه الشعرية:
- ماذا لو تركوا الخيل تمضي؟، 1983
- استحالات السكون، 1993

من كتبه :
- ميادير، مجموعة قصصية، 1989
- نافورة الشظايا، مجموعة قصصية
- عطر الحقول، مجموعة مقالات، 2003
- محطّات في حياة النّاس، مجموعة مقالات،
- سيح المهب، رواية، 2007
- نفحات الروح والوطن، 2007
- الإطار المتكسر، نصوص، 2013
- شمس الضفاف البعيدة، مجموعة قصصية، 2017